# San Zenón
Santa Zenón è un comune della Colombia facente parte del dipartimento di Magdalena.
Il centro abitato venne fondato da Fernando Mier y Guerra nel 1750, mentre l'istituzione del comune è del 13 aprile 1904.